# Distretto di Sangkhom
Il distretto di Sangkhom (in thailandese: สังคม) è un distretto (amphoe) della Thailandia, situato nella provincia di Nong Khai.